# Ponto percentual
Um ponto percentual ou ponto de percentagem é a unidade para a diferença aritmética entre duas porcentagens. Por exemplo, subir de 40 por cento para 44 por cento é um aumento de 4 pontos percentuais (embora seja um aumento de 10 por cento na quantidade medida, se o montante total permanecer o mesmo). Em textos escritos, a unidade (o ponto percentual) geralmente é escrita por extenso ou abreviada como pp, p.p., ou %pt. para evitar confusão com aumento ou diminuição percentual na quantidade real. Após a primeira ocorrência, alguns escritores abreviam usando apenas "ponto" ou "pontos".

## Diferenças entre porcentagens e pontos percentuais
Considere o seguinte exemplo hipotético: Em 1980, 50 por cento da população fumava, e em 1990 apenas 40 por cento da população fumava. Pode-se dizer então que de 1980 a 1990, a prevalência do tabagismo diminuiu em 10 pontos percentuais (ou em 10 por cento da população) ou em 20 por cento quando se fala apenas de fumantes – porcentagens indicam parte proporcional de um total.
Diferenças em pontos percentuais são uma maneira de expressar um risco ou probabilidade. Considere um medicamento que cura uma determinada doença em 70 por cento de todos os casos, enquanto sem o medicamento, a doença cura espontaneamente em apenas 50 por cento dos casos. O medicamento reduz o risco absoluto em 20 pontos percentuais. Alternativas podem ser mais significativas para consumidores de estatísticas, como o recíproco, também conhecido como o número necessário para tratar (NNT). Neste caso, a transformação recíproca da diferença em pontos percentuais seria 1/(20pp) = 1/0,20 = 5. Assim, se 5 pacientes forem tratados com o medicamento, pode-se esperar curar mais um paciente do que teria ocorrido na ausência do medicamento.
Para medições envolvendo porcentagens como uma unidade, como crescimento, rendimento ou fração de ejeção, desvios estatísticos e estatísticas descritivas relacionadas, incluindo o desvio padrão e o erro quadrático médio, o resultado deve ser expresso em unidades de pontos percentuais em vez de porcentagem. O uso equivocado de porcentagem como a unidade para o desvio padrão é confuso, uma vez que porcentagem também é usada como uma unidade para o desvio padrão relativo, ou seja, desvio padrão dividido pelo valor médio (coeficiente de variação).

## Unidades relacionadas
- Porcentagem (%) 1 parte em 100
- Por mil (‰) 1 parte em 1,000
- Ponto base (pb) diferença de 1 parte em 10.000